# Теорема о сумме углов многоугольника
Теорема о сумме углов многоугольника выражает сумму углов евклидова многоугольника через число его сторон.

## Формулировка
Сумма внутренних углов плоского {\displaystyle n}-угольника равна {\displaystyle 180^{\circ }{\cdot }(n-2)}.

## Замечания
- Теорема следует из существования триангуляции многоугольника без дополнительных вершин и теоремы о сумме углов треугольника.
  - Существование триангуляции очень просто доказывается для выпуклых многоугольников, в случае невыпуклых многоугольников оно не вполне  очевидно.

- Утверждение теоремы эквивалентно тому, что сумма ориентированных внешних углов многоугольника равна ±360°.

## Вариации и обобщения
- Задача о триангуляции многоугольника.
- Теорема о сумме углов треугольника — важный частный случай теоремы.
- Теорема о повороте кривой — дифференциальногеометрический вариант теоремы о сумме углов многоугольника.
- Формула Гаусса — Бонне — аналогичный результат для искривлённых поверхностей.